# Dramatická tvorba Henrika Ibsena
Henrik Ibsen proslul především jako dramatik. Napsal celkem 26 dramat. Po Williamu Shakespearovi je nejhranějším světovým dramatikem. Je také nejvýznamnějším autorem skandinávského moderního průlomu a norským spisovatelem vůbec.
Ibsenovo dílo prošlo různými dramatickými formami a literárními styly. Od romantických dramat psaných většinou ve verších přes realistická společenská dramata až po prózou psané hry ovlivněné symbolismem a expresionismem.

## Raná tvorba
Svou první hru, historickou tragédii Catilina, napsal již ve svých dvaceti letech (1850), kdy byl asistentem v lékárně u Larse Nielsena v Grimstadu. Vydal ji pod pseudonymem Brynjolf Bjarme. Je psána v blankversu a zřetelně inspirována Shakespearem a Schillerem.
Roku 1852 napsal částečně ve verších pohádkovou komedii Svatojánská noc (Sancthansnatten). Tato hra zcela zjevně odkazuje na Shakespearův Sen noci svatojánské. V jeho rané tvorbě převažují především historická dramata v duchu národního romantismu někdy s folklorními prvky: Paní Inger na Östrotě (Fru Inger til Østråt), Slavnost na Solhaugu (Gildet på Solhaug), Olaf Liljekrans (Olaf Liljekrans) a Válečníci na Helgelandu (Hærmændene på Helgeland). Plnokrevnou tragédií z té doby, která se tématem i kvalitou může měřit s Shakespearovými historickými hrami jsou Nápadníci trůnu (Kongs-emnerne, 1863). Jedná se o historické drama nového typu s výraznou psychologizující linkou. Paralelou k souboji Håkona a Jarla Skuleho o norský trůn byla skutečná rivalita mezi Henrikem Ibsenem a Bjørnstjerne Bjørnsonem. Drama napsal v próze, s použitím moderního a vesměs hovorového jazyka.

## Trilogie knižních dramat
Poté Ibsen Norsko na mnoho let opustil. Většinu svých slavných dramat napsal v zahraničí. Velkou pozornost zasluhují jeho dvě dramata psaná ve verších Brand (1866) a Peer Gynt (1867). Ta vznikla za pobytu v Římě. Dramatické básni Brand dominuje nekompromisní heslo: „všechno, nebo nic“. Jde o příběh fanatického kněze, idealisty, který své vizi obětuje všechno, včetně své rodiny. Do ideového základu se promítl vliv Sørena Kierkegaarda, přestože Ibsen znal jeho dílo pravděpodobně jen zprostředkovaně. Brand bojuje za křesťanský ideál a podněcuje lidi k vlastním názorům a činům, stejně jako Kierkegaard tvrdí, že „víra přísluší jen duši“. Nutno podotknout, že Brand i Peer Gynt jsou hry původně určené ke čtení a formálně vycházejí z estetiky romantického dramatu. Obsahově jsou ovšem antiromantické. Obě jsou kritikou domácích poměrů. Peer Gynt představuje protipól Branda. Hrdina je oportunista, zatímco Brand je idealista. V této pohádkové hře se mísí realita s fantazií. Peer putuje světem, aby se nakonec vrátil ke své milé Solvejg jejíž láska je pro něj nadějí na vysvobození ze světa, ve kterém nikdy nebyl sám sebou. V Peeru Gyntovi se setkáváme s toposem středověkého everymana i s norskou lidovou pohádkou. To vše zarámované existenciálním myšlením v Kierkegaardově duchu.
Poté Ibsen upustil od verše a další hry napsal prózou. V roce 1873 vychází jeho poslední historická hra Císař a Galilejský (Kejser og Galilæer). Toto dvoudílné filozofické drama je stejně jako Brand a Peer Gynt určeno ke čtení a vzhledem k nadměrnému rozsahu a počtu postav těžko inscenovatelné.

## Společenská dramata
Následovalo období společenských realistických dramat. Děj těchto her se odehrává většinou v měšťanských interiérech během krátké doby a týká se jen několika málo osob. Ibsen poukazoval na problémy obyčejných lidí z všedního středostavovského prostředí. Mužské postavy jsou norští učitelé, novináři, lékaři, kněží a důstojníci, nikoli šlechtici. Stejně tak ženské hrdinky jsou společensky definovány především jako manželky svých mužů. Ibsen v těchto hrách také novátorsky uplatňoval analytickou techniku (někdy též nazývanou retrospektivní) a dovedl ji k dokonalosti. V jeho hrách se minulost na jevišti odhaluje postupně v dialozích postav (případně vyplyne z nějaké současné dějové události). Divák pak na jevišti vidí především následky předešlé události, které se postupně vyjevují ruku v ruce s odhalováním minulosti.
Společenskokritické období odstartovalo hrou Opory společnosti (Samfundets støtter, 1877), dramatem o pokrytectví, životě ve lži a o moci získané podvodem. Ironický výraz „opory společnosti“ časem přešel do světových jazyků jako označení morálně prohnilých lidí ve vysokém postavení. Poté napsal Ibsen své nejznámější dílo Domeček pro panenky (Et dukkehjem, 1879), často také uváděné pod názvem Nora. Hlavním tématem je zde postavení ženy ve společnosti a prosazení vlastní identity. Nora nestrpí, aby s ní manžel zacházel jako s hračkou, panenkou, která nemá právo na vlastní názor. Vysvobození z této situace vidí v odchodu od rodiny. To však bylo pro velkou část publika nepřijatelné.
Ještě větší pohoršení vzbudila hra Přízraky (Gengangere, 1881), a to proto, že poukazovala na taková společenská tabu jako pohlavní nemoci, incest a eutanazii. V mnoha zemích bylo její uvedení zakázáno. Nepřítel lidu (En folkefiende, 1882) je o jedinci, který si jde za svojí pravdou, avšak společnost jej zavrhne a prohlásí za nepřítele lidu. Tato hra uzavřela Ibsenovo období klasického realismu. Od této chvíle se základní tematické konflikty odehrávají na úrovni individuální psychologie postav. V Divoké kachně (Vildanden, 1884) vidíme následky odhalení nepříjemné pravdy, jež vede ke zničení rodinného štěstí. Otázkou tedy je, nakolik je pravda užitečná. Ibsen se čím dál tím více inspiroval symbolismem a tématy jako je životní lež, věrnost ideálům a stárnutí. Běžné objekty jsou nasyceny významem přesahujícím jejich doslovný smysl, takže rozšiřují implikace dramatického jednání.

## Pozdní symbolická tvorba
Divoká kachna už není pouhým slovním příznačným motivem. Je reálná i symbolická. Proměňuje svůj význam v průběhu děje a ve vztahu k postavám. Symbolismus se dále projevuje v Rosmersholmu (Rosmersholm, 1886) a Paní z moře (Fruen fra havet, 1888). V těchto hrách se autor dotkl problematiky lidského nevědomí, čímž předběhl svoji dobu o několik let. V Hedě Gablerové (Hedda Gabler, 1890) ustoupil od symbolických prvků, které nahradil tématem moci a psychologické manipulace. Prostředí, jež Hedu obklopuje, jí brání svobodně žít pro sebe. Její touha po sebeuplatnění se projeví zvráceně – manipulací druhými. Bezvýchodnost situace ji však nakonec donutí spáchat sebevraždu.
V roce 1891 se Ibsen vrátil natrvalo do Norska. Jeho poslední čtyři hry, které zde napsal, poodhalují jeho osobní bilancování. Hry z tohoto období také stále častěji tématizují čas, respektive vztah mezi časem, který je stále v pohybu a lidskou potřebou chránit se proti změnám, jež čas přináší a které činí život nestabilním.
Ibsen vytvořil svým dílem zcela nový typ divadelní poetiky, která měla podstatný vliv na podobu moderního světového dramatu.

## Přínos modernímu dramatu
Za průkopníky moderního divadla bývají pokládáni Ibsen, Zola, Wagner a Meiningenští, modernismus se však obvykle spojuje také se symbolisty. Ve druhé polovině devatenáctého století jak realisté, tak nerealisté zpochybnili názory, které převládaly v západním myšlení i umění od dob renesance a které shrnoval tzv. „humanistický ideál“. Od renesance vládlo v umělecké teorii i praxi přesvědčení, že pravda má být zobrazena názorně – že má existovat přímý vztah mezi normativně vnímanou realitou a jejím uměleckým znázorněním. Realisticko-naturalistický pokus redukovat pravdu na to, co je vědecky poznatelné, jen odhalil, kolik lidských hodnot je založeno na vědecky nepoznatelném. Modernisté se vzdali jak vědeckého, tak humanistického ideálu a svými vizemi a estetickými styly nahradili tradiční přístup. Modernistické přístupy si postupně získaly příznivce, až nakonec ovládly značnou část umění dvacátého století. Nakonec byly zpochybněny, ne-li nahrazeny postmodernismem.
Značná část Ibsenova díla přispěla k rozvoji realismu. V prozaických dramatech Ibsen zdokonalil Scribovu formuli „dobře udělané hry“ a přizpůsobil ji realistickému stylu. Zavrhl poznámky stranou, monology a jiné nerealistické prostředky a pečlivě motivoval všecky svoje expozice. Nejčastěji se postavy, které se vrátily po dlouhé nepřítomnosti, domáhají informací, vyptávají se, co se za jejich nepřítomnosti událo. Všechny scény jsou kauzálně spjaty a logicky vedou k rozuzlení. Dialog, scéna, kostýmy a scénické jednání jsou zvoleny tak, aby vypovídaly o postavách a o prostředí, a ve scénických poznámkách jsou jasně popsané. Každá postava je pojata jako osobnost, jejíž chování lze vysvětlit dědičností či prostředím. Henrik Ibsen rozvinul analytickou techniku, kdy se divák dozvídá minulost děje a hrdinů dramatu postupně a přirozeně v dialozích postav.
Ibsenovy hry vynikají neobyčejnou významovou nasyceností; mají v sobě víceznačnost, která se projevuje mimo jiné tím, že téměř nikdy nenabízejí jednoznačné závěry ani neodpovídají na otázku, jak by se dramatické konflikty měly nejlépe řešit. Toho si ostatně byl jejich autor dobře vědom. V Rýmovaném dopisu, který roku 1875 napsal Georgu Brandesovi, nacházíme verš: „Já se jen ptám, mým cílem není odpovídat“ .
Už autorova doba zaznamenala neobyčejné bohatství symbolů a významů v jeho díle. Tento rys sice nevyvolával stejné skandály jako jeho dřívější společenská kritičnost, přesto se však často ozývala námitka, že Ibsenovy hry jsou čím dál záhadnější a nesrozumitelnější. Sigmund Freud našel v Ibsenových hlubokých psychologických postřezích mnoho inspiračních podnětů a mimo jiné na základě dramatu Rosmersholm rozvinul svou teorii o oidipovském komplexu. Pozdější doba dospěla k závěru, že ve svém líčení dramatických postav předjal Ibsen řadu dalších Freudových poznatků a teorií.
Ibsenovy postupy posloužily jako vzor realistické školy, kdy vnitřní psychologické motivace jsou zdůrazněny víc než vnější vizuální detail. Autorovy pozdní hry ovlivnily nerealistické drama stejně extenzivně jako jeho raná prozaická díla ovlivnila realistickou tvorbu. Běžné objekty (jako kachna v Divoké kachně) jsou v nich nasyceny významem přesahujícím jejich doslovný smysl, takže rozšiřují implikace dramatického jednání. Řada jeho děl nadto hraničí s fantastikou. V Rosmersholmu má důležité místo přízrak bělouše a v dramatu Když z mrtvých procitáme mají neodolatelnou přitažlivost horské výšiny. Pocit mystických sil působících na lidské osudy se stal jedním z hlavních témat symbolistického dramatu.
Ibsen svou moderní tragédií a realistickou metodou ovlivnil celé generace významných dramatiků, včetně Augusta Strindberga, Gerharta Hauptmanna, G. B. Shawa, Tennessee Williamse, Eugena O'Neilla a Arthura Millera. Novátorské prvky, které realistická část jeho díla vnesla do dramatické techniky, se během 20. století staly takovou samozřejmostí, že jejich historický přínos může být dnešním divákem těžko zřejmý. Nicméně je podstatné, že jeho hry nestárnou, a to především proto, že byl skvělý psycholog s hlubokým citem pro významové možnosti jazyka (z téhož důvodu patřili mezi jeho velké obdivovatele i básníci a prozaici, např. James Joyce). Vytvořil dlouhou řadu nesmírně životných mužských a ženských postav.
Západní svět dnes vyzvedává spíše „moderního“ Ibsena, inspirátora symbolistického, expresionistického i absurdního divadla a dalších divadelních směrů. Více než sto let po Ibsenově smrti divadelníci i publikum nicméně nadále oceňují dokonalou divadelní techniku jeho her, jejich realismus i společenskokritického ducha.
Téměř všechno drama po Ibsenovi, ať realistické nebo nerealistické, bylo ovlivněno jeho přesvědčením, že umění má být zdrojem hlubšího poznání, podnětem k diskuzi, zprostředkovatelem idejí, něčím víc než pouhou zábavou. Ibsen dal dramatikům novou vizi jejich role.